# 昭和煤矿
昭和煤矿位于北海道沼田町，1930年1月，在明治矿业取得挖掘试采权后开业。1969年4月30日封山。是留萌煤田（雨龙煤田）的代表性的煤矿之一。埋藏量超过2亿公吨，被认为含硫量少的优质煤，由于靠近装货口岸的留萌港等条件，也被认为是在日本屈指可数的有力煤矿，由于能源革命和安全对策所需要的成本增加，而且很多断层采煤计划难度大，昭和40年代前半年就被迫关闭矿山。

## 煤矿街
位于北海道雨龙郡沼田町平冢本线恵比島车站附近，战后不久煤矿街的交通手段是留萌铁路（连汽车可通行的道路也没有），最盛时期，拥有4000人左右的。现在，无人废墟。但是战后的公寓、隧道、超市等勉强保留着。